# قائمة أعضاء تنظيم الدولة الإسلامية (داعش)
هذه قائمة أبرز شخصيّات تنظيم الدولة الإسلامية الذي يُعرف أكثر باسمهِ المختصر داعش. تضمّ القائمة عدّة شخصيات بما في ذلك قادة ميدانيين ومُنشِدين وشخصيّات ظهرت للواجهة بفضلِ الفيديوهات التي كانت تظهرُ فيها وهكذا. تحتوي القائمة على معلومات عامّة حول الشخصيّات بما في ذلك الاسم الكامل وتاريخ ومكان الميلاد ونفس الأمر بالنسبة للوفاة بالإضافةِ إلى معلومات تفصيليّة أخرى حسب ما توفّر في المصادر المُعتَمدة.

## القائمة
| الصورة | الاسم الكامِل                              | اسم الشُهرة         | تاريخ ومكان الميلاد     | تاريخ ومكان الوفاة              | معلومات أخرى |
| ------ | ----------------------------------------- | ------------------ | ----------------------- | ------------------------------- | --- |
|        | إبراهيم عواد إبراهيم علي البدري السامرائي | أبو بكر البغدادي   | 1971 (سامراء)           | 2019 (إدلب)                     | وُلد البغدادي في مدينة سامراء، وهناك قضى طفولته؛ ثمّ درسَ في جامعة بغداد، قبلَ أن يُعتقل لعدّة سنوات في معسكر بوكا وهو سجن أمريكي يقعُ في جنوب العراق. اختفى البغدادي من المجال العام لعدّة سنوات؛ ثمّ ظهرَ عام 2010 كزعيمٍ لما عُرف باسمِ تنظيم دولة العراق الإسلامية قبل أن يظهرَ بقوّة بعد أربع سنوات مُعلنًا عن «ولادة» ما عُرف بتنظيم الدولة الإسلاميّة ومُطلقًا على نفسهِ لقبَ «أمير المؤمنين». يُعرف البغدادي بظهورهِ القليل؛ فنادرًا ما يظهرَ في صور أو فيديوهات تخصّ التنظيم كما يُعرف بقوّته في القيادة حيثُ شنّ في وقتٍ ما حربًا ضدّ جبهة النصرة في سوريا بعدما رفضت الانضمام له؛ هذا عدى عن مهاجمة التنظيم تحتَ قيادته كلّ الفصائل تقريبًا في مناطق انتشاره بالإضافةِ إلى تنفيذهِ لهجمات من هنا وهناك في دول عربية وغربية مُختلِفة. عَرضت الولايات المتحدة عشرة ملايين دولار لمن يُقدّم معلومات تؤدي إلى تحديد مكان البغدادي والقبض عليه؛ وبالرغمِ من ذلك فقد فشلت كليًا في قتلهِ على الرغمِ من إعلان الرئيس الأمريكي دونالد ترامب «القضاء الكامل» على التنظيم. |
|        | عبد الرحمن مصطفى القادولي                 | أبو علي الأنباري   | 1959 (الموصل)           | 2016 (سوريا)                    | هو نائب أبي بكر البغدادي في قيادة تنظيم داعش. وُلد في الموصل بمحافظة نينوى التحق بالخدمة العسكرية في عهد صدام حسين بسبب حرب الخليج الأولى ودام التحاقه بها 7 سنوات. لما أصبح أبو مصعب الزرقاوي أميرا لجماعة التوحيد والجهاد، تعهد بالولاء له حيث بايعه في عام 2004، فأصبح نائب أمير قاعدة الجهاد في بلاد الرافدين، وجُعِل واليًا (سريًّا) على المنطقة الشمالية (نينوى وكركوك). وبعد البيعة بأشهر تم القبض عليه من قبل قوة أمريكية سنة 2005 دون أن يتمكنوا من التعرف عليه بسبب استظهاره بهوية مزيفة، وسُجن في سجن أبو غريب لمدة ستة أشهر قبل أن يُطلق سراحه في 4 أكتوبر 2005. تم اعتقاله مجددًا في 10 أبريل 2006 لكن عكس المرة السابقة فقد تم التعرف عليه. فتمَّ التحقيق معه لمدة أربع أشهر في مطار عسكري ثم نُقِلَ إلى معتقل كروبر حيث قضى أكبر فترة سجن له (تم نقله لفترة معينة إلى سجن بوكا). خرج من السجن في 20 مارس 2012 فتم ترشيحه من قبل أبو بكر البغدادي ليصبح نائبه بعد مقتل النائب السابق في غارة أمريكيَّةٍ.                      |
|        | طه صبحي فلاحة                             | أبو محمد العدناني  | 1977 (إدلب)             | 30 آب/أغسطس 2016 (حلب)          | هو المتحدث الرسمي باسمِ تنظيم داعش كما يُعرف على نطاقٍ واسعٍ باعتباره أبرز القياديين السوريين في التنظيم. لعبّ العدناني دورًا مهمًا في نقلِ رسائل تنظيم الدولة للعالَم الخارجيّ بما في ذلك «إعلان الخلافة» والذي كان قد وُزّع بخمس لغات. |
|        | فاضل أحمد عبد الله الحيالي                | أبو مسلم التركماني | 1959 (تلعفر)            | 18 آب/أغسطس 2015 (الموصل)       | وُلد التركماني في العراق ونشأَ هناك. تقلّد رتبة لواء في عهد صدام حسين حيثُ عملَ في الجيش العراقي حينها وبالضبطِ في المخابرات العسكرية والحرس الجمهوري. سُجن أبو مسلم هو الآخر في معسكر بوكا؛ وانضمّ لداعش من أجلِ القتال ضد حكومة بغداد التي يتزعمها الشيعة، وكان أبو مسلم التركماني قد تولّى مسؤولية المحافظات التي استولت عليها الدولة الإسلامية. |
|        | طرخان باتيرشفيلي                          | أبو عمر الشيشاني   | 1986 (جورجيا)           | 13 تمّوز/يوليو 2016 (الشرقاط)    | وُلد الشيشاني في جورجيا عام 1986 وترعرعَ هناك لكنّه هاجرَ صوبَ سوريا عام 2012 وهناك صار أحد أبرز القادة الميدانيين لتنظيم الدولة بعدما قادَ هجومًا كبيرًا على القوات النظامية وقوات أخرى للاستيلاء على مساحة شاسعة من الأراضي امتدت حتى الحدود العراقية. سرت عدّة شائعات حولَ الشيشاني؛ حيثُ قِيل إنّه الشخص الذي يقودُ أعتى قوى التنظيم كما قِيل إنه يُشارك شخصيًا في معارك الكرّ والفر للسيطرة على المُدن والبلدات في سوريا من يدِ قوى أخرى. كما كان معلومًا؛ فأبو عمر كان يظهرُ باستمرار في ميدان المعارك كما لهُ عدّة صور وفيديوهات من بينها فيديو لهُ وهو يتسلم عربات عسكرية تم الاستيلاء عليها في العراق ونُقلت إلى سوريا. أعلنَ البنتاغون مقتله في 14 آذار/مارس 2016 بعدما أُصيب في غارة جوية في محافظة الحسكة قبل أن يتبيّن أنه لم يُقتل حينها. أعلنت وكالة أعماق مقتله في 13 تمّوز/يوليو 2016 في مدينة الشرقاط خلال مشاركته في صدّ الهجوم على مدينة الموصل.                                                                                       |
|        | سمير الخيلفاوي                            | حجي بكر            | 1958 (أو 1964) (العراق) | كانون الثاني/يناير 2014 (سوريا) | شغلَ حجي بكر (ويُعرف أيضًا باسمِ أبو بكر العراقي) منصبَ عقيدٍ في مخابرات سلاح الجو العراقي حيثُ بقي في هذا المنصب إلى حين سقوط نظام صدَام في العام 2003. انضمّ الخليفاوي إلى جماعة التوحيد والجهاد وقامَ بعدّة عمليات في مدينة الرمادي وفي مدنٍ أخرى. اعتُقل هو الآخر مطلع عام 2004 وسُجنَ لدى القوات الأميركية لبضع أشهر قبل أن يُطلق سراحه. بمجرّد إعلان تأسيس تنظيم الدولة؛ برزَ اسمُ أبو بكر الذي أصبحَ أحد نواب أبو بكر البغدادي وعضوًا في المجلس العسكري لتنظيم الدولة؛ وكان يُوصف بأنه «العقل المدبر» الذي وضعَ خطط التنظيم التوسعيّة في سوريا. |

## القيادات والأفرع

### الأفراد المعروفون حاليا (مرتبون تنازليا حسب الرتبة التقريبية)
- أبو الحسن الهاشمي القرشي، القائد الأعلى للتنظيم، عراقي.[4][5]
- طراد محمد الجربا – «أبو محمد الشمالي» (ولد في 1979)، قائد لوجستي أساسي للمقاتيلين الأجانب، عراقي.[6]
- أبو عمر المهاجر (الناطق الرسمي، عين في مارس 2022)[7][8]
- جول مراد حليموف (ولد في 1975)، آمر ومجند، نشط في سوريا (منذ 2015)، طجكستاني.[9]
- علي موسى الشواخ – «أبو لقمان» (ولد في 1973)، حاكم الرقة، نشط في سوريا (منذ 2011)، سوري.
- فيصل أحمد علي الزهراني، موظف النفط السعودي الأعلى
- محمد محمود (عسكري) – «أبو أسامة الغريب» (ولد في 1985)، قائد أعلى، نشط في سوريا (منذ 2014)، مصري-أسترالي.[10]
- أبو يوسف (داعش)، موظف أمني أعلى، أوروبي.[11][12]
- وليد العلواني–«أبو أحمد العلواني»، عضو الشورى العسكرية، عراقي.[13]
- أبو محمد الجزراوي، رئيس الحسبة (شرطة إسلامية)[14]
- أبو جندل المصري، رئيس المعلومات في الرقة[14]
- أنس شركس – «أبو علي الشيشاني»، آمر كتيبة، سوري.[15]
- أبو أحمد (موظف أعلى قابلته الغارديان)[16]
- بهرون نعيم (ولد في 1983)، آمر، نشط في سوريا (منذ 2014)، إندونيسي.
- بجرو إكانوفيتش (ولد في 1976)، قائد أعلى ومدرب، نشط في سوريا والعراق (منذ 2013)، بوسني.[17]
- رضا صيام (ولد في 1959)، موظف تعليم، نشط في سوريا والعراق (منذ 2013)، ألماني-مصري.
- زلفي هوكسها – «أبو حمزة الأمريكي» (ولد في 1992)، آمر أعلى ومجند، نشط في سوريا والعراق (منذ 2015)، ألباني-أمريكي.[18]
- أحلام النصر، داعية (شاعرة من حيث المهنة)، سورية.
- مولوي حبيب الرحمن – خلفا لقاري حكمت في شمال أفغانستان[19]
- أبو نوح – (أحد أعلام تنظيم الدولة الإسلامية في العراق والشام)[20]

### أفرع داعش الخارجية وحكامأقاليم مدعاة لتنظيم الدولة الإسلامية
- مبارك محمد العتيبي، مستندا من سوريا قائم بأعمال قائد العمليات في السعودية.
- عبد القادر مؤمن، قائد تنظيم الدولة الإسلامية في الصومال
- أبو حبيب الليبي، قائد ليبي أعلى، خدم في صفوف التنظيم في كل من العراق وليبيا.
- محمد شوله إبراهيم، قائد إندونيسي
- أبو بلال الحربي، حاكم تنظيم الدولة الإسلامية - ولاية اليمن
- أبو بكر شيكاو، قائد تنظيم الدولة الإسلامية في العراق والشام - ولاية غرب إفريقيا
- أبو أسامة المصري، قائد تنظيم داعش - ولاية سيناء
- أبو البراء الأزدي (حاكم ولاية غرب ليبيا التابعة لتنظيم الدولة الإسلامية في العراق والشام)[21]
- أبو فاطمة الجحيشي.[22]